# Lastebasse
Lastebasse település Olaszországban, Veneto régióban, Vicenza megyében. Lakosainak száma 195 fő (2023. január 1.). Lastebasse Arsiero, Folgaria, Laghi, Pedemonte, Valdastico, Lavarone és Tonezza del Cimone községekkel határos.

## Népesség
A település népességének változása:
| Lakosok száma | 201  | 198  | 195  |
|               | 2017 | 2018 | 2023 |